# Лачинов, Асадулла Сабзиевич
Асадулла́ Сабзи́евич Лачи́нов (17 апреля 1986, Махачкала) — российский и белорусский борец вольного стиля. Мастер спорта России. Мастер спорта Республики Беларусь международного класса. Выступает в категории до 55 кг.

## Биография
Родился 17 апреля 1986 года в Махачкале. По национальности лезгин. Вольной борьбой занимается с 12 лет. Тренировался у Батала Гаджиева и Марата Эфендиева, представлял ШВСМ Махачкалы. Окончил факультет государственного и муниципального управления Дагестанского государственного технического университета.
Родом из с. Ахты. Его старшие братья — Раджаб и Ибрагим также являются мастерами спорта. Ибрагим ныне проживает в Норвегии, где тренирует и воспитывает детей.
Выделялся среди сверстников, подавал большие надежды, но из-за возникших проблем со здоровьем (бессонница) реализовать себя в юношеских и юниорских соревнованиях не смог. Был вынужден оставить тренировки и устроиться на работу. По прошествии трёх лет возобновил карьеру. В 2011 году выиграл первенство ЮФО и турнир «Али Алиев», а также стал финалистом Кубка Рамзана Кадырова. На чемпионате России по борьбе дошёл до финала, где уступил Джамалу Отарсултанову.
С 2013 года выступает за сборную Беларуси. В январе 2015 года на чемпионате Беларуси завоевал серебряную медаль в весовой категории до 57 кг.

## Достижения
- Кубок Рамзана Кадырова (Грозный, 2013) — 1 место;
- Кубок Рамзана Кадырова (Грозный, 2011) — 2 место;
- Турнир «Али Алиев» (Махачкала, 2011) — 1 место;
- Кубок Рамзана Кадырова (Грозный, 2010) — 2 место;
- Первенство ЮФО (Черкесск, 2011) — 1 место;
- Первенство ЮФО (Пятигорск, 2010) — 1 место;
- Награды: Мемориал Али Алиева 2015 (Каспийск 2015) — 7 место;
- Гран-при «Иван Ярыгин» 2015 (Красноярск 2015) — 10 место;
- Межконтинентальный кубок 2014 (Хасавюрт 2014) — 15 место;
- Кубок Р. Кадырова 2014 (Грозный 2014) — 9 место;
- Мемориал «Али Алиев» 2014 (Каспийск 2014) — 12 место;
- Гран-при «Иван Ярыгин» 2014 (Красноярск 2014) — 28 место;
- Кубок Р. Кадырова 2013 (Грозный 2013) — 1 место;
- Чемпионат мира 2013 (Будапешт 2013) — 20 место;
- XLIV турнир «Али Алиев» (Каспийск 2013) — 12 место[2].